# Очеретянка родригійська
Очеретя́нка родригійська (Acrocephalus rodericanus) — вид горобцеподібних птахів родини очеретянкових (Acrocephalidae). Ендемік Республіки Маврикій.

## Опис

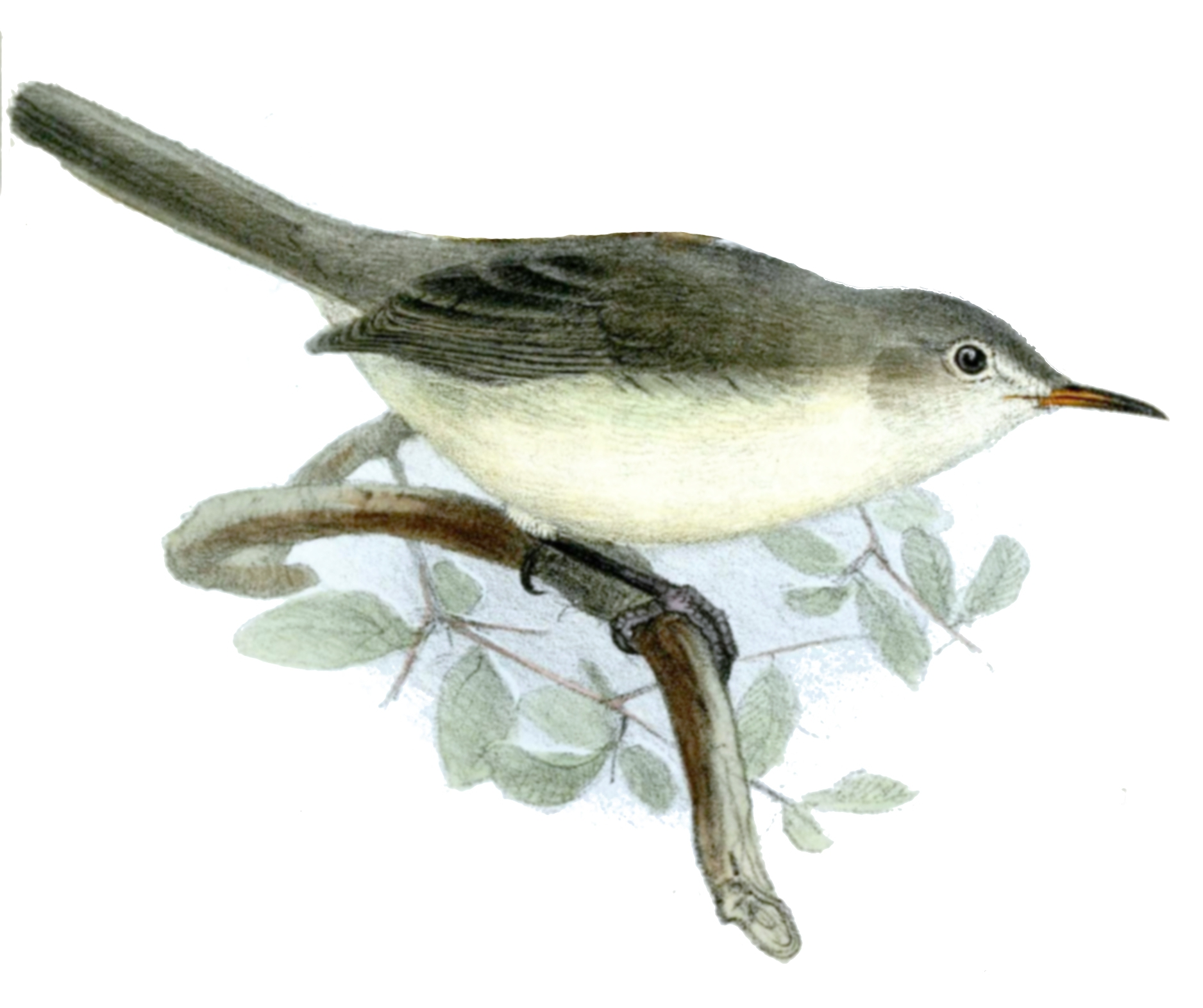
Родригійська очеретянка

Довжина птаха становить 13,5 см. Верхня частина тіла рівномірно оливково-коричнева, нижня частина тіла світліша, жовтувато-охриста. Дзьоб довгий, темний, знизу рожевий. На голові невеликий чуб. 

## Поширення і екологія
Родригійські очеретянки є ендеміками острова Родригес в архіпелазі Маскаренських островів. Вони живуть в чагарникових заростях, в яких переважають інтродуковані Syzygium jambos, а також на плантаціях Swietenia, Tabebuja і Araucaria. Живляться комахами, яких шукають в кронах дерев. Сезон розмноження триває з кінця жовтня по березень. Гніздо чашоподібне, розміщується на дереві, на висоті до 9 м над землею. В кладці 2-3 яйця. Серед родригійських очеретянок були зафіксовані випадки колективного догляду за пташенятами. За сезон може вилупитися два виводки.

## Збереження
МСОП класифікує стан збереження цього виду як близький до загрозливого. Родригійські очеретянки раніше були широко поширені на острові, однак до 1979 року їх популяція скоротилася до 17 птахів. Популяцію вдалося відновити і станом на 2012 рік вона становила 3000–4000 птахів. Наразі найбільшою загрозою для родригійських очеретянок є хижацтво з боку інтродукованих щурів і кішок.